# Петракеевский сельский совет (Хорольский район)
Петракеевский сельский совет (укр. Петракіївська сільська рада) — входит в состав Хорольского района Полтавской области Украины.
Административный центр сельского совета находится в
с. Петракеевка.

## Населённые пункты совета
- с. Петракеевка
- с. Куторжиха
- с. Среднее
- с. Хвощовка